# 広島県道179号下北甲田線
広島県道179号下北甲田線（ひろしまけんどう179ごう しもきたこうだせん）は、広島県安芸高田市を通る一般県道である。

## 概要
安芸高田市高宮町来女木（くるめぎ）から安芸高田市甲田町浅塚に至る。

### 路線データ
- 起点：安芸高田市高宮町来女木（国道433号交点）
- 終点：安芸高田市甲田町浅塚（浅塚三差路交差点、広島県道・島根県道4号甲田作木線交点）

## 地理

### 通過する自治体
- 安芸高田市

### 交差する道路
| 交差する道路                                        | 交差する場所             | 交差する場所            |
| --------------------------------------------------- | ------------------------ | ----------------------- |
| 国道433号 国道434号 重複 広島県道322号北船木線 重複 | 高宮町来女木（くるめぎ） | 起点                    |
| 広島県道64号三次美土里線                            | 高宮町原田               | 原田交差点              |
| 広島県道320号浅塚横田線                             | 甲田町浅塚               |                         |
| 広島県道・島根県道4号甲田作木線                     | 甲田町浅塚               | 浅塚三差路交差点 / 終点 |

### 沿線
- たかみや湯の森
- 来原郵便局